# Watsonalla uncinula
Watsonalla uncinula és una papallona nocturna de la família Drepanidae. Es troba a França, Espanya, Portugal, Itàlia i a la part occidental i el sud de la Península balcànica.

## Descripció
L'envergadura alar del mascle és de 18-30 mm i de la femella de 25-35 mm. Hi ha tres generacions per any, amb adults que volen des de l'abril fins a finals de setembre. Les larves s'alimenten de diferents espècies de Quercus, incloent Quercus ilex.

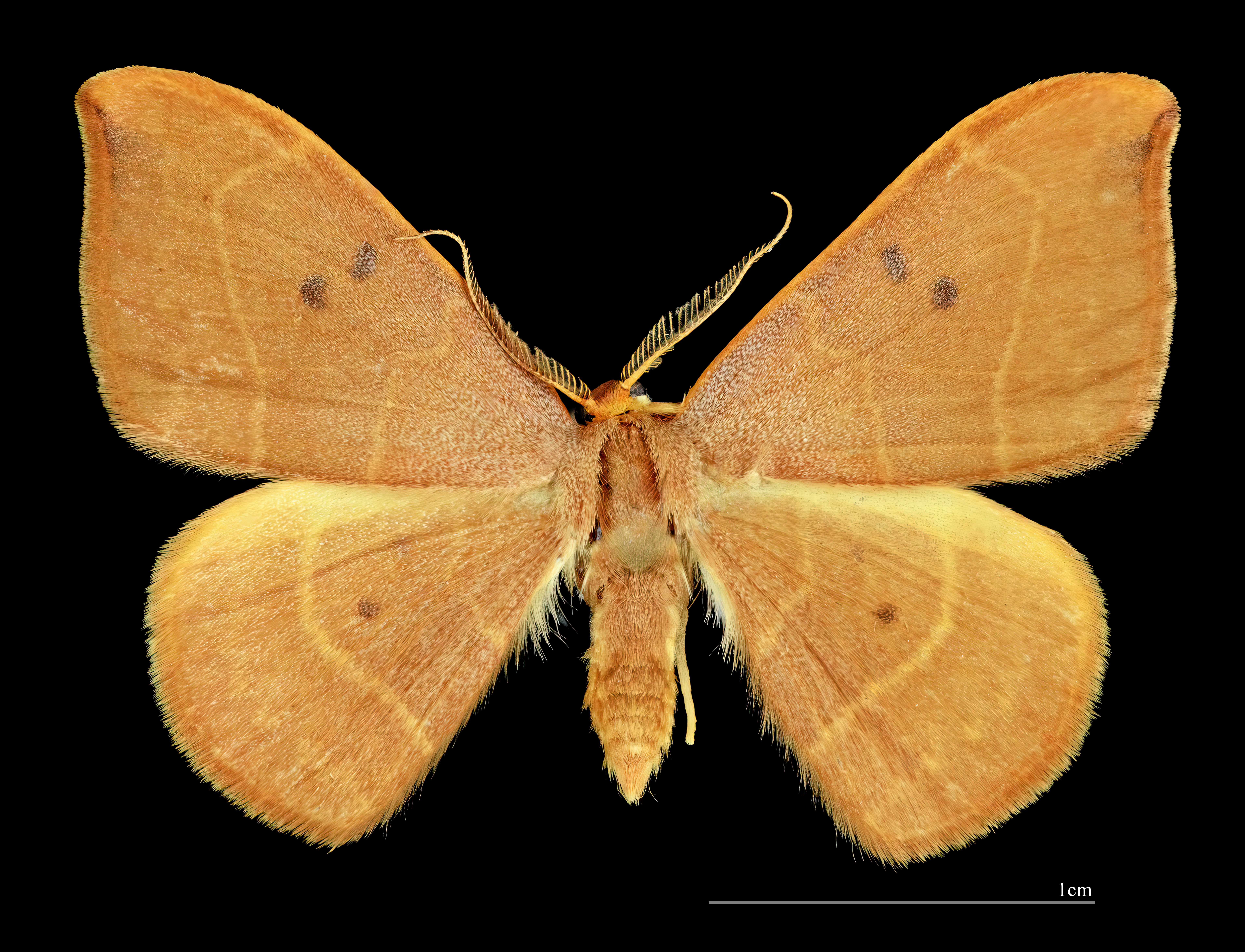
♂
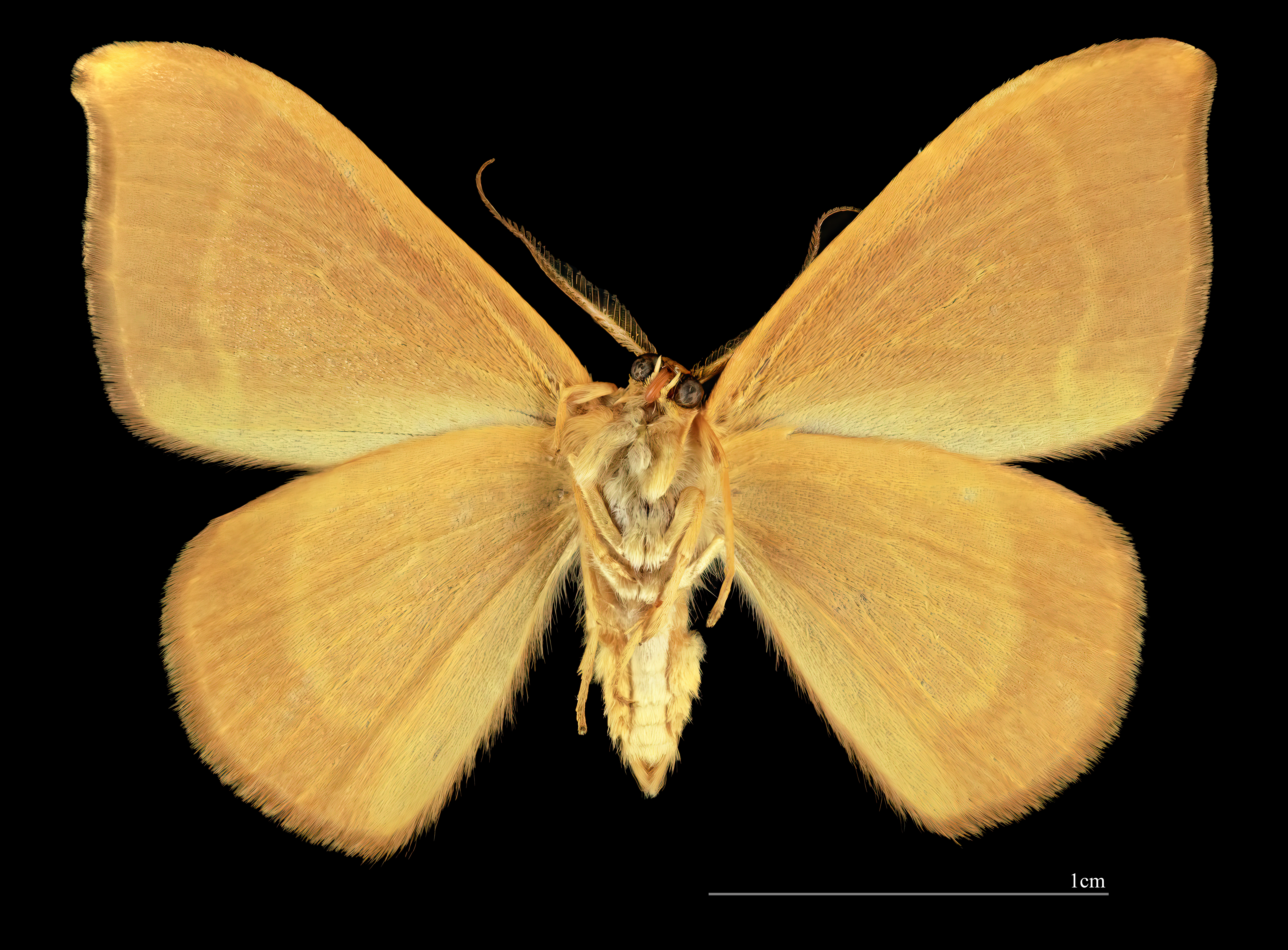
△ ♂
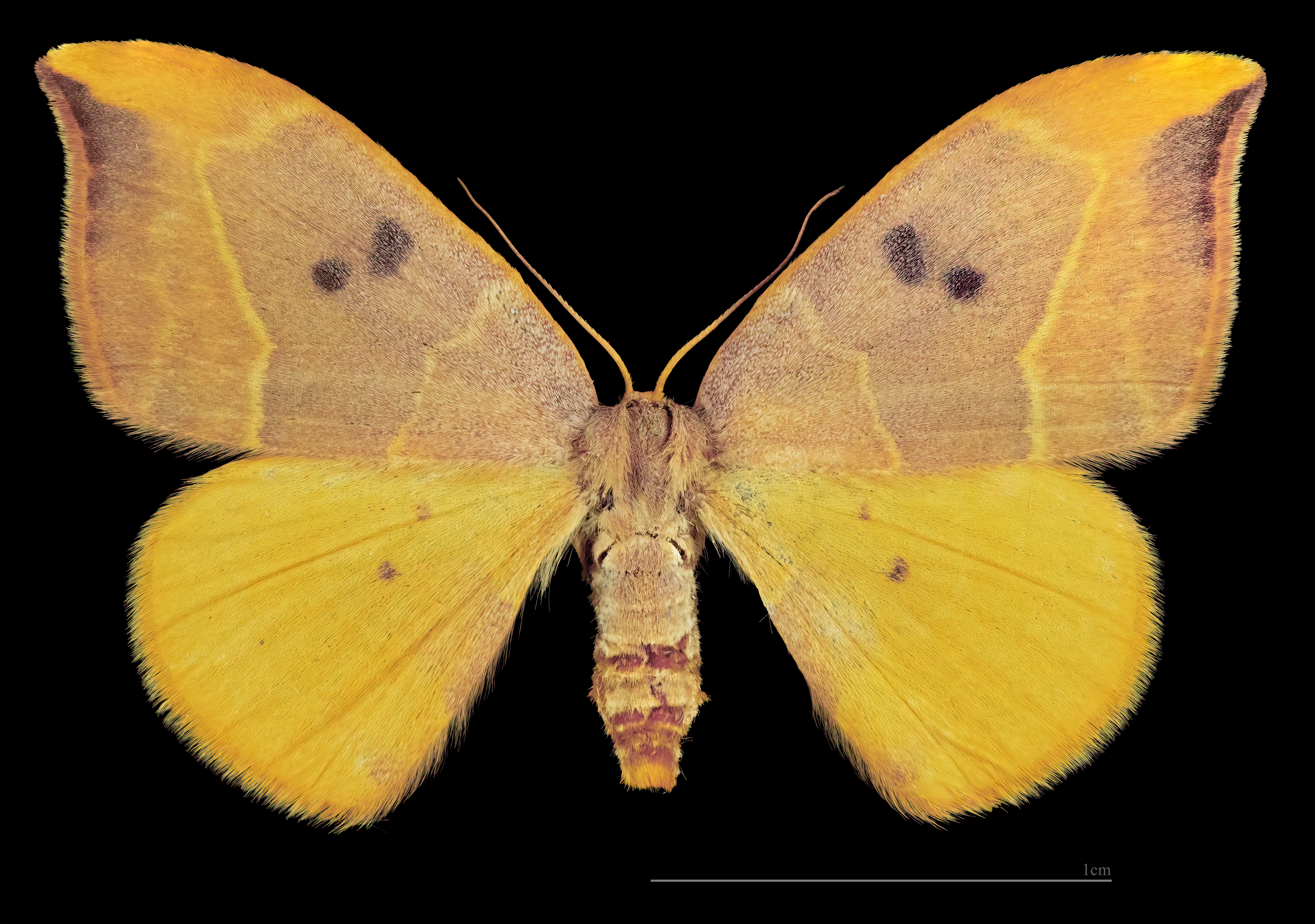
♀
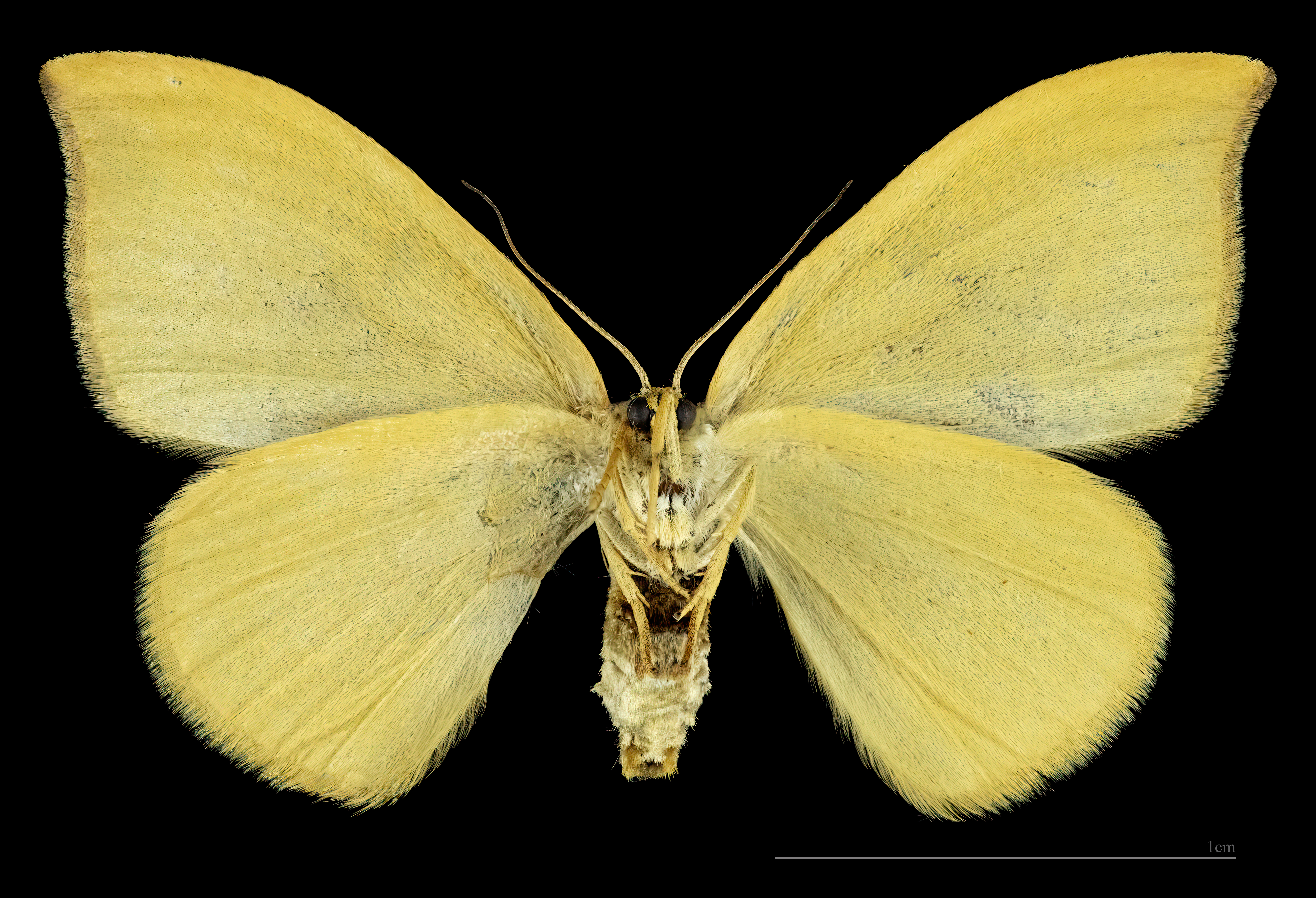
♀ △

## Galeria

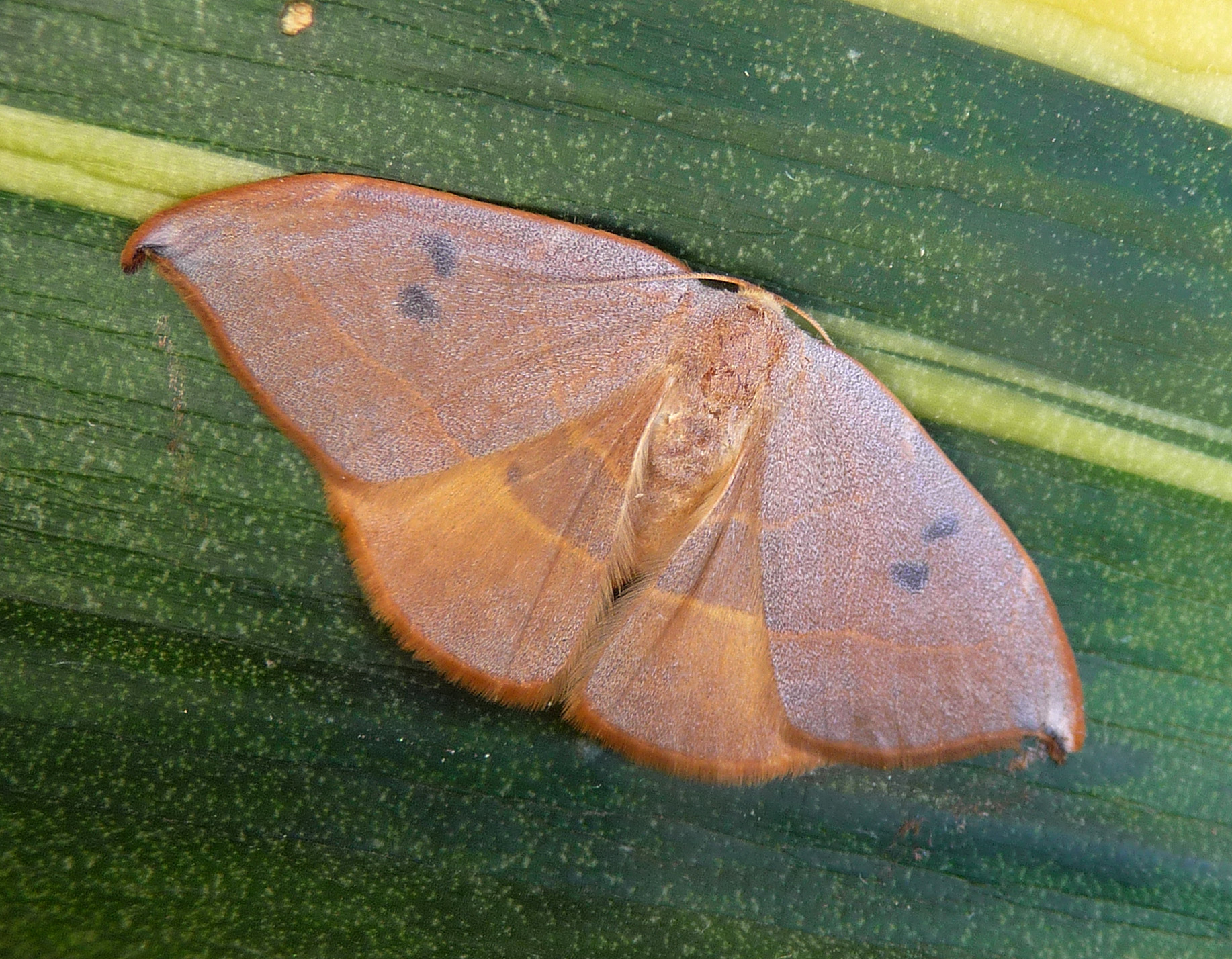
Watsonalla uncinula femella
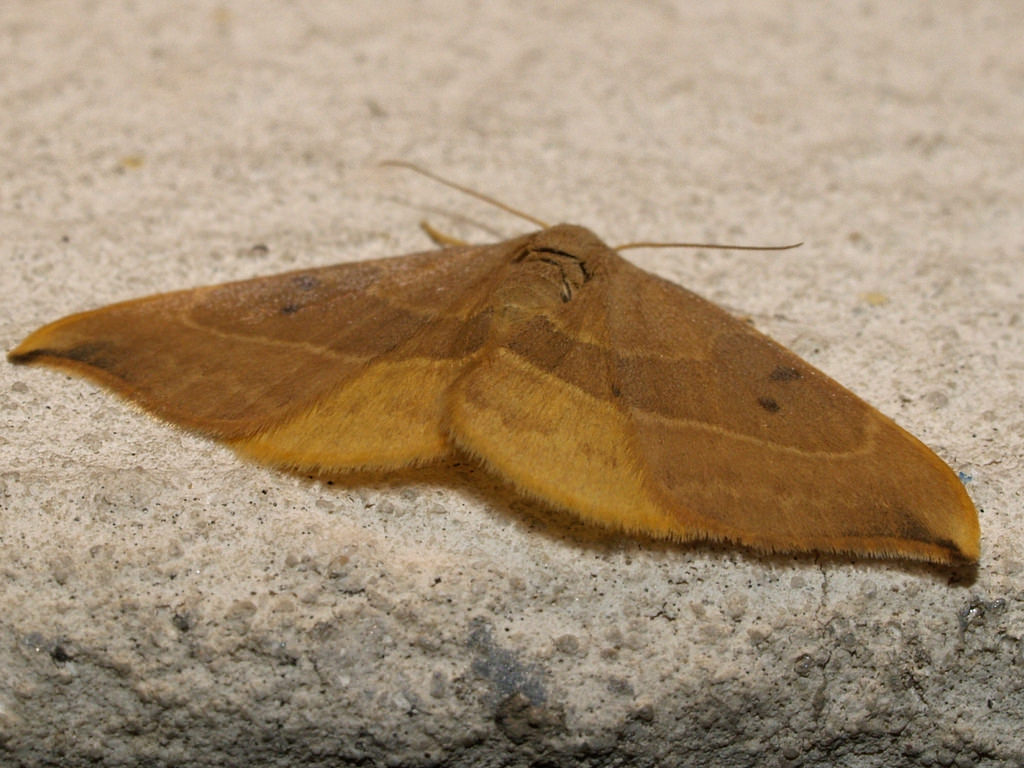
Watsonalla uncinula femella
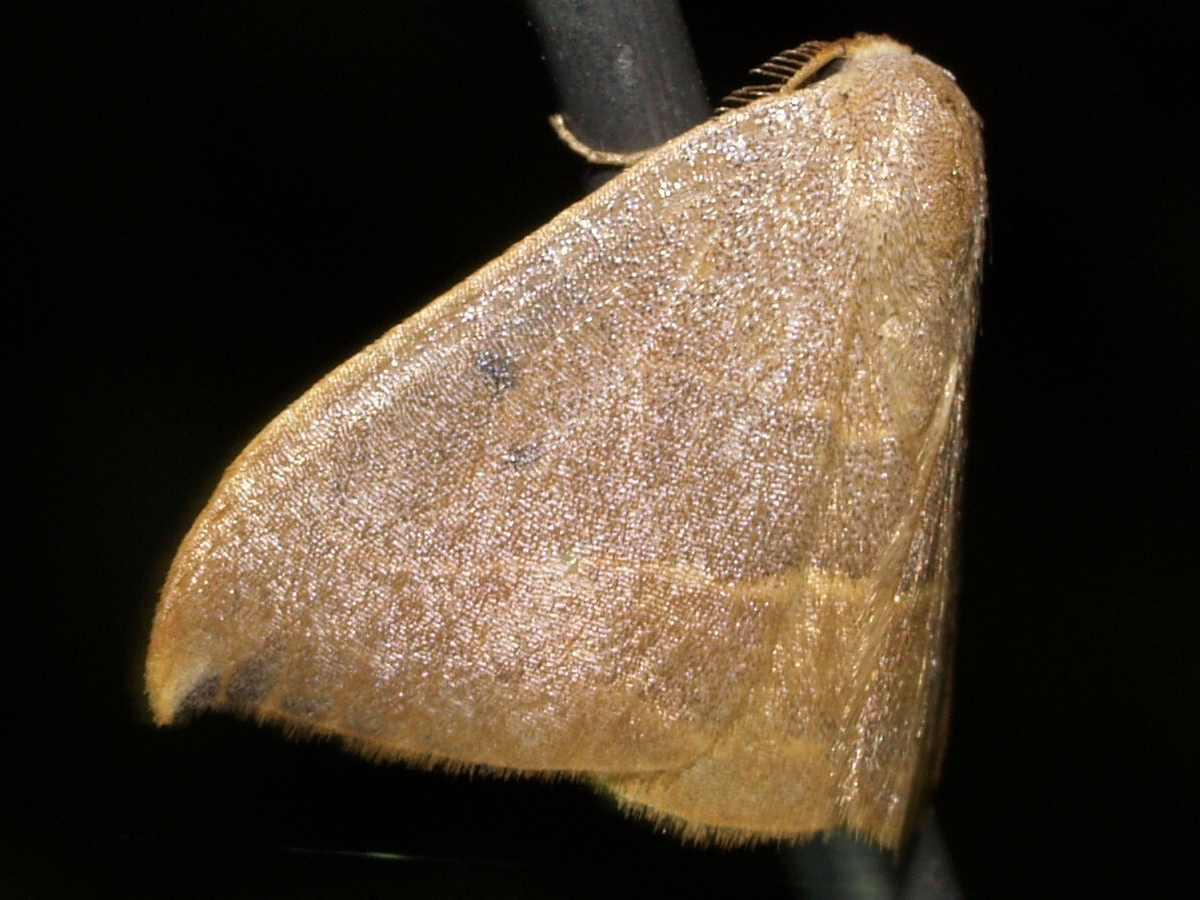
Watsonalla uncinula mascle